# Serrat del Sentinella
El Serrat del Sentinella és una serra situada al municipi de Darnius a la comarca de l'Alt Empordà, amb una elevació màxima de 326 metres.